# Alakanuk
Alakanuk (Alarneq en yupik) es una ciudad situada en la pare oeste estado de Alaska, en Estados Unidos. Pertenece al Área censal de Wade Hampton, dentro del Borough no organizado. Según el censo de los Estados Unidos de 2000, tenía una población de 652 habitantes.
Una de las fuentes de ingresos más importantes para la localidad es el aeropuerto de Alakanuk.
El padre jesuita español Segundo Llorente fue elegido para la Cámara de Representantes de Alaska en 1960 como candidato write-in mientras residía en Alakanuk.
- Datos: Q79334
- Multimedia: Alakanuk, Alaska / Q79334

1. ↑  Zip Data Maps, código ZIP n.º 99554.